# Lucius Novius Crispinus Martialis Saturninus
Lucius Novius Crispinus Martialis Saturninus war ein im 2. Jahrhundert n. Chr. lebender römischer Politiker. Durch zwei Inschriften sind einzelne Stationen seiner Laufbahn bekannt, die er in der ersten Hälfte des 2. Jahrhunderts absolvierte. Seine Laufbahn ist in den beiden Inschriften als cursus inversus, d. h. in absteigender Reihenfolge wiedergegeben. In weiteren Inschriften wird sein Name als Lucius Novius Crispinus angegeben.
Durch die beiden Inschriften ist belegt, dass Crispinus folgende zivile und militärische Funktionen (in dieser Reihenfolge) ausübte: sevir equitum Romanorum, quattuorvir viarum curandarum, Militärtribun der Legio VIIII Hispana, Quästor in der Provinz Macedonia, Volkstribun (tribunus plebis), Praetor, legatus Augusti iuridicus Asturiae et Gallaeciae, Legatus legionis der Legio I Italica und Statthalter (Proconsul) der Provinz Gallia Narbonensis. Mehrere Inschriften belegen zusätzlich, dass er um 147/150 Statthalter (Legatus Augusti pro praetore) der Provinz Africa war.
Weitere Inschriften, die auf 149/150 datiert werden, belegen, dass Saturninus während der Statthalterschaft in Africa bereits als consul designatus bezeichnet wurde; er dürfte seinen Konsulat daher vermutlich um 150/151 angetreten haben.